# Tamara E. Jernigan
Tamara Elizabeth Jernigan (Tennessee, Estados Unidos, 7 de mayo de 1959) es una científica y astronauta estadounidense de la NASA, veterana de cinco misiones espaciales. 

## Biografía
Se graduó por la Santa Fe High School, en Santa Fe Springs, California, en 1977. Realizó una licenciatura en ciencias en física (con honores) y una maestría en ciencias de ingeniería por la Universidad de Stanford, en 1981 y 1983 respectivamente. También realizó una maestría en astronomía por la Universidad de California en Berkeley en 1985 y se doctoró en física espacial y astronomía por la Universidad Rice en 1988.
Después de graduarse por la Universidad de Stanford trabajó como científica investigadora en la rama de Estudios Teóricos en el Centro de Investigación Ames de la NASA desde junio de 1981 hasta julio de 1985. Sus intereses de investigación han incluido el estudio de las salidas bipolares en regiones de formación de estrellas, estallido de rayos gamma y fenómenos de ondas de choque en el medio interestelar.

## Carrera en la NASA

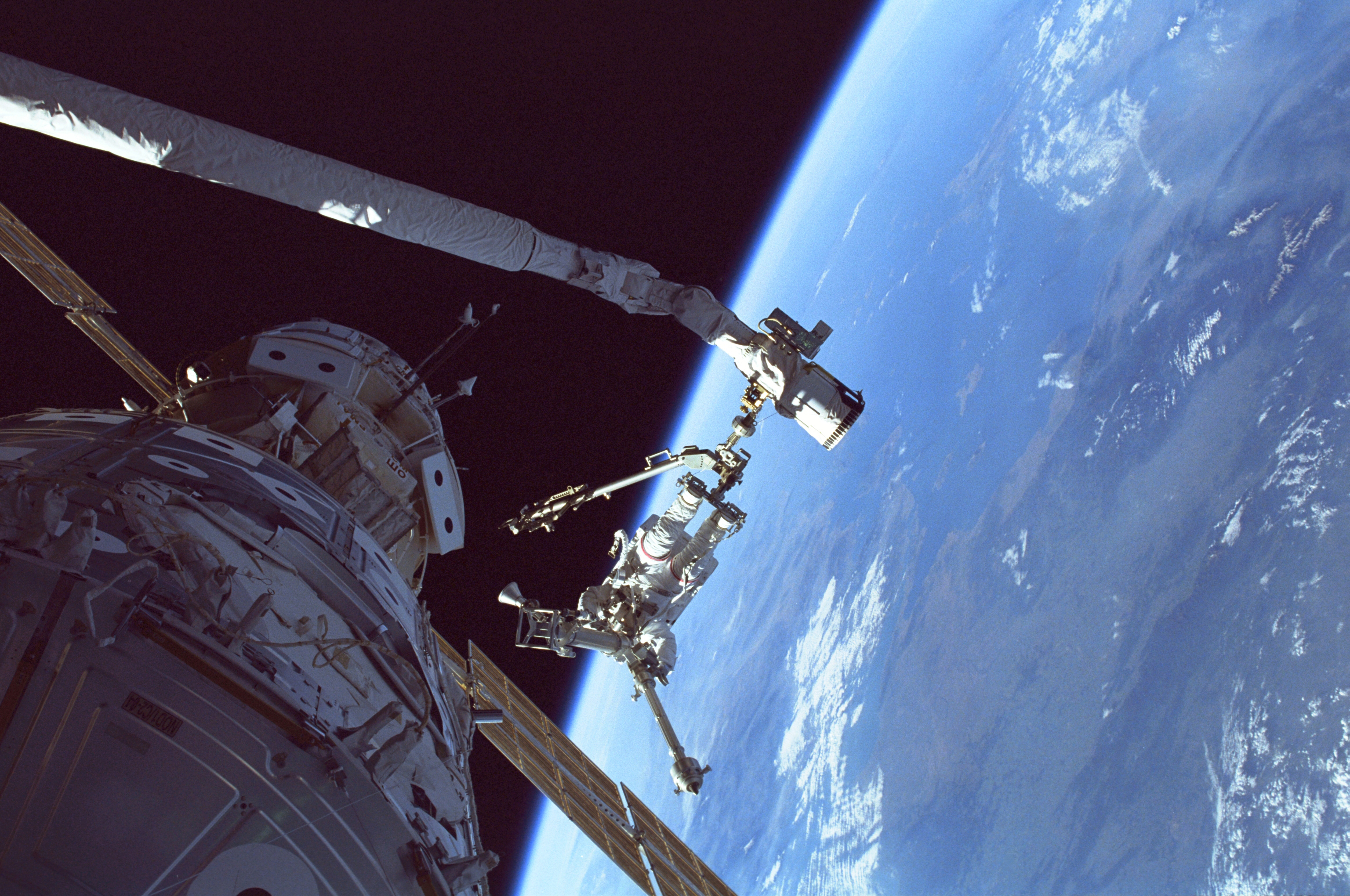
Tamara Jernigan en una caminata espacial durante la misión STS-96, en 1999

Fue seleccionada como candidata a astronauta por la NASA en junio de 1985, y se convirtió en astronauta en julio de 1986. Sus tareas desde entonces han incluido: verificación de software en el Laboratorio de Integración de Aviónica de Shuttle (SAIL), coordinación de operaciones en cargas secundarias, comunicadora de nave (CAPCOM) en el control de misiones para las misiones STS-30, STS-28, STS-34, STS-33 y STS-32, instruir a astronautas para el desarrollo de software de vuelo. También ha trabajado como jefa de la Subdivisión de Desarrollo de Misiones de la Oficina de Astronautas y como subjefe de la Oficina de Astronautas. Antes de participar en la misión STS-96 se desempeñó como Asistente de Estación en la Oficina de Astronautas, dirigiendo la participación de la tripulación en el desarrollo y operación de la Estación.
Es veterana de cinco vuelos espaciales, y ha registrado más de 1.512 horas en el espacio, incluido un EVA, que suma un total de 7 horas y 55 minutos. Fue especialista de misión en la STS-40 y la STS-52, fue la comandante de carga útil en la STS-67, y de nuevo se desempeñó como especialista de misión en la STS-80 y la STS-96. Actualmente es la astronauta principal para el mantenimiento externo de la Estación Espacial. También aboga por la entrada de la Astronaut Office EVA en el diseño, mantenimiento y operación de módulos de investigación y sistemas construidos por el equipo de astronautas italianos.
Jernigan se retiró de la NASA en septiembre de 2001 para aceptar un puesto en el Laboratorio Nacional Lawrence Livermore, donde se desempeña como Asistente del Director Asociado de Física y Tecnologías Avanzadas.

### STS-40

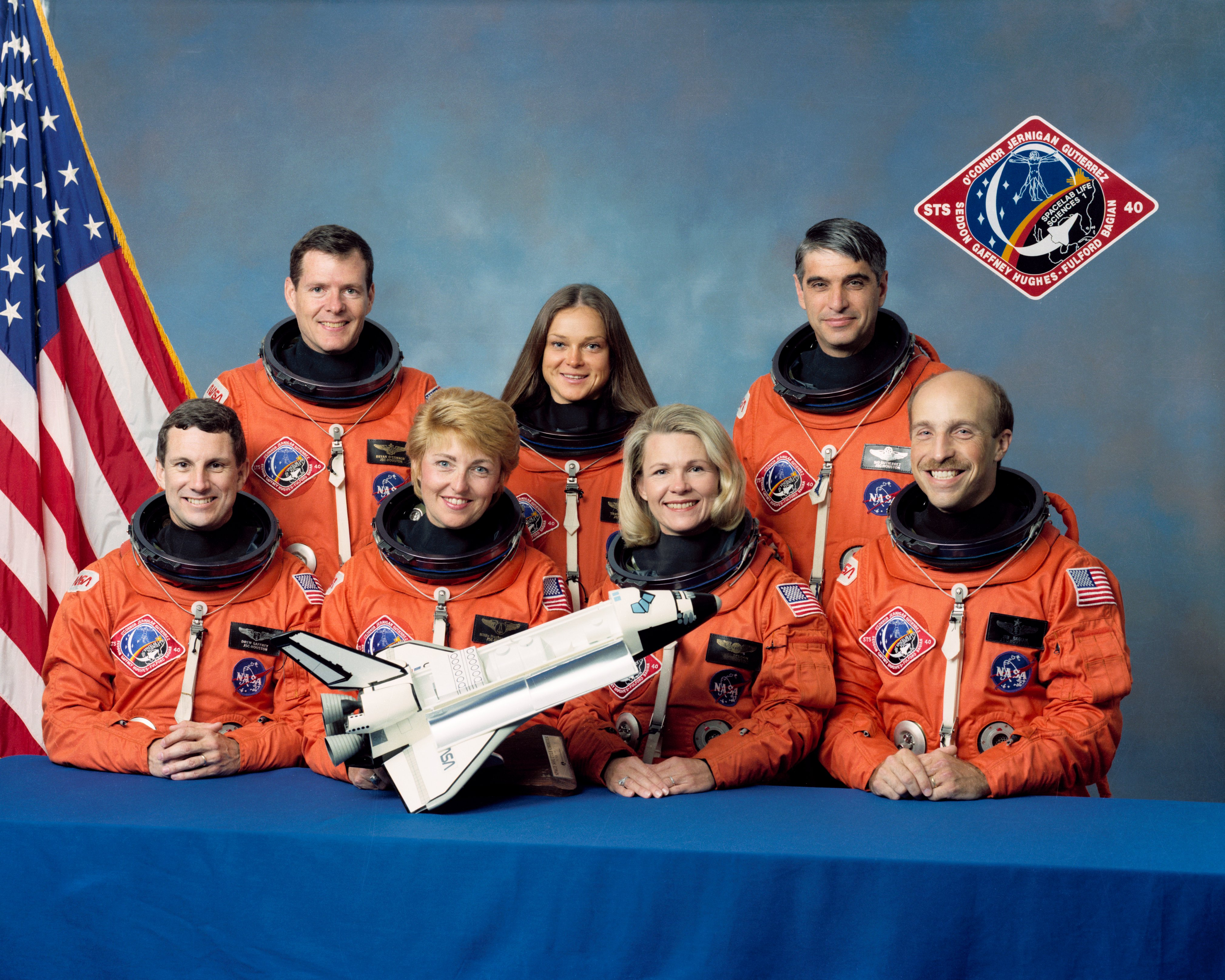
Equipo de astronautas para la misión STS-40 de 1991. Jernigan es la mujer del centro que estará de pie

La STS-40, Spacelab Life Sciences, del 5 al 14 de junio de 1991, fue una misión espacial y de ciencias de la vida a bordo del transbordador espacial Columbia. Durante los nueve días de vuelo, los miembros de la tripulación realizaron experimentos que exploraron sobre como los humanos, los animales y las células responden a la microgravedad y se readaptan a la gravedad de la Tierra al regresar. Otras cargas útiles incluyeron experimentos diseñados para investigar la ciencia de los materiales, la biología vegetal y la radiación cósmica. La duración de la misión fue de 218 horas, 14 minutos, 20 segundos. El aterrizaje se realizó en la Base de la Fuerza Aérea Edwards, California.

### STS-52
La STS-52, del 22 de octubre al 1 de noviembre de 1992, también se lanzó a bordo del transbordador espacial Columbia. Durante el vuelo de diez días, la tripulación desplegó el satélite geodinámico láser italiano (LAGEOS) que se usaría para medir el movimiento de la corteza terrestre y operará la carga útil de microgravedad de los Estados Unidos 1 (USMP-1). Además, el Sistema de Visión Espacial (SVS), desarrollado por la Agencia Espacial Canadiense, fue probado por la tripulación utilizando un pequeño conjunto objetivo que se lanzó desde el sistema de manipulación remota. El SVS se usará para la construcción de la estación espacial. Además, muchos otros experimentos fueron realizados por la tripulación, que abarca las áreas de geofísica, ciencia de los materiales, investigación biológica e investigación aplicada para la Estación Espacial. La duración de la misión fue de 236 horas, 56 minutos y 13 segundos. El aterrizaje se realizó en el Centro Espacial Kennedy, Florida.

### STS-67
La STS-67, del 2 al 18 de marzo de 1995, se realizó a bordo del transbordador espacial Endeavour, siendo el segundo vuelo del observatorio Astro, un complemento único de tres telescopios. Durante esta misión récord de 16 días, la tripulación realizó observaciones durante todo el día para estudiar los lejanos espectros ultravioleta de objetos astronómicos débiles y la polarización de la luz ultravioleta procedente de estrellas calientes y galaxias distantes. La duración de la misión fue de 399 horas y 9 minutos. El aterrizaje se realizó en la Base de la Fuerza Aérea Edwards, California.

### STS-80
La STS-80, del 19 de noviembre al 7 de diciembre de 1996, despegó a bordo del transbordador espacial Columbia para recuperar los estabilizadores Wake Shield (WSF) y los espectros del Orbiting Retrievable Far and Extreme Ultraviolet Spectrometer (ORFEUS). El FSM de vuelo libre creó un súper vacío a su paso y creó obleas de película delgada para su uso en semiconductores y otros componentes eléctricos de alta tecnología. Los instrumentos del ORFEUS, montados en el Shuttle Pallet Satellit fueron reutilizados, y estudiaron el origen y el aspecto de las estrellas. Sus dos caminatas espaciales planeadas se perdieron debido a una escotilla externa atascada en la esclusa de aire. La duración de la misión fue un récord de 423 horas, 53 minutos.

### STS-96
La STS-96 Discovery, del 27 de mayo al 6 de junio de 1999, fue una misión de 10 días durante la cual el equipo realizó el primer acoplamiento a la Estación Espacial Internacional y entregó 4 toneladas de logística y suministros de preparación para la llegada de la primera tripulación que iba a vivir en la estación a principios del año siguiente. La misión se llevó a cabo en 153 órbitas alrededor de la Tierra, realizadas en 235 horas y 13 minutos, de las cuales 7 horas y 55 minutos fueron en el exterior durante una EVA realizada por ella.

Emblemas de las misiones
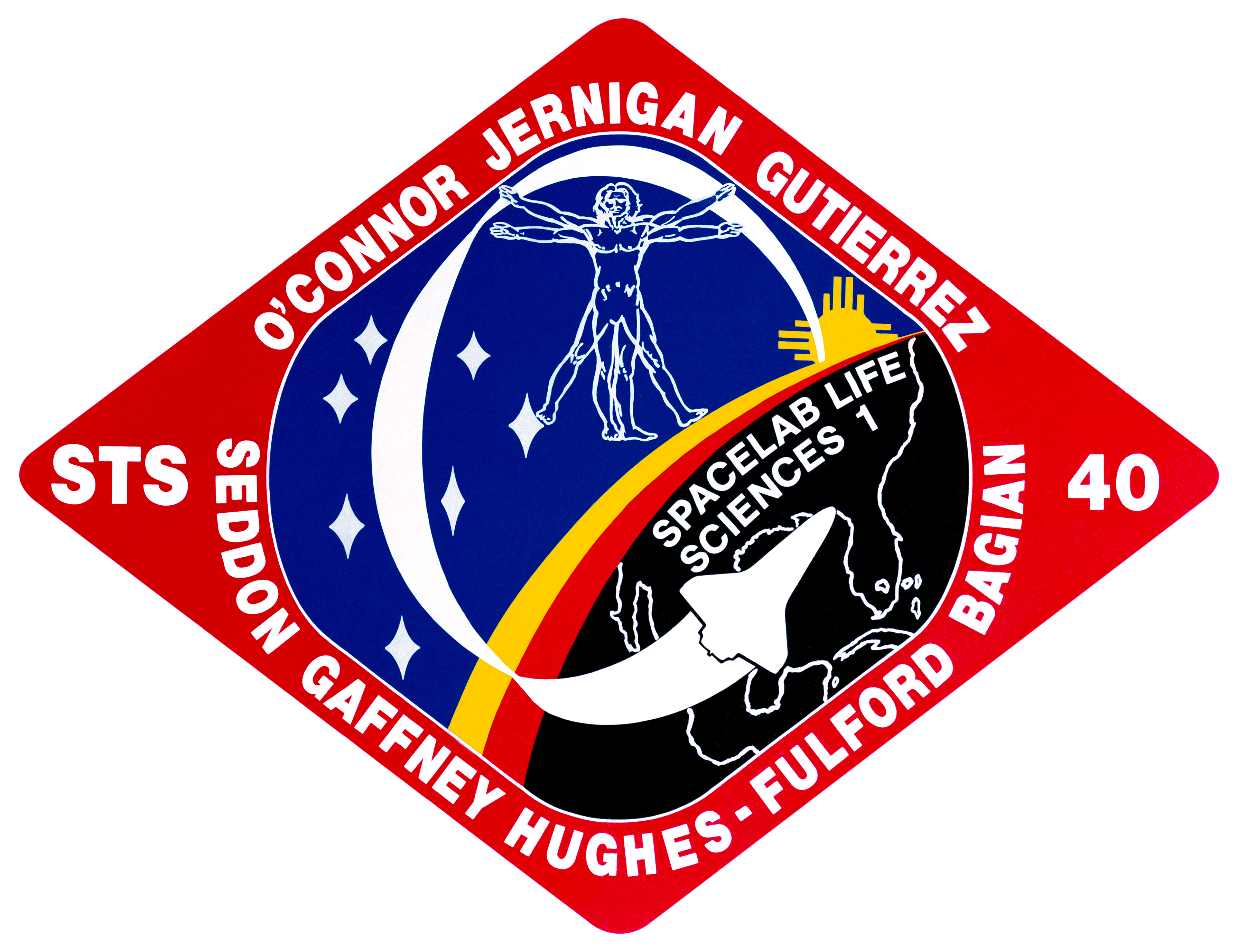
Misión STS-40
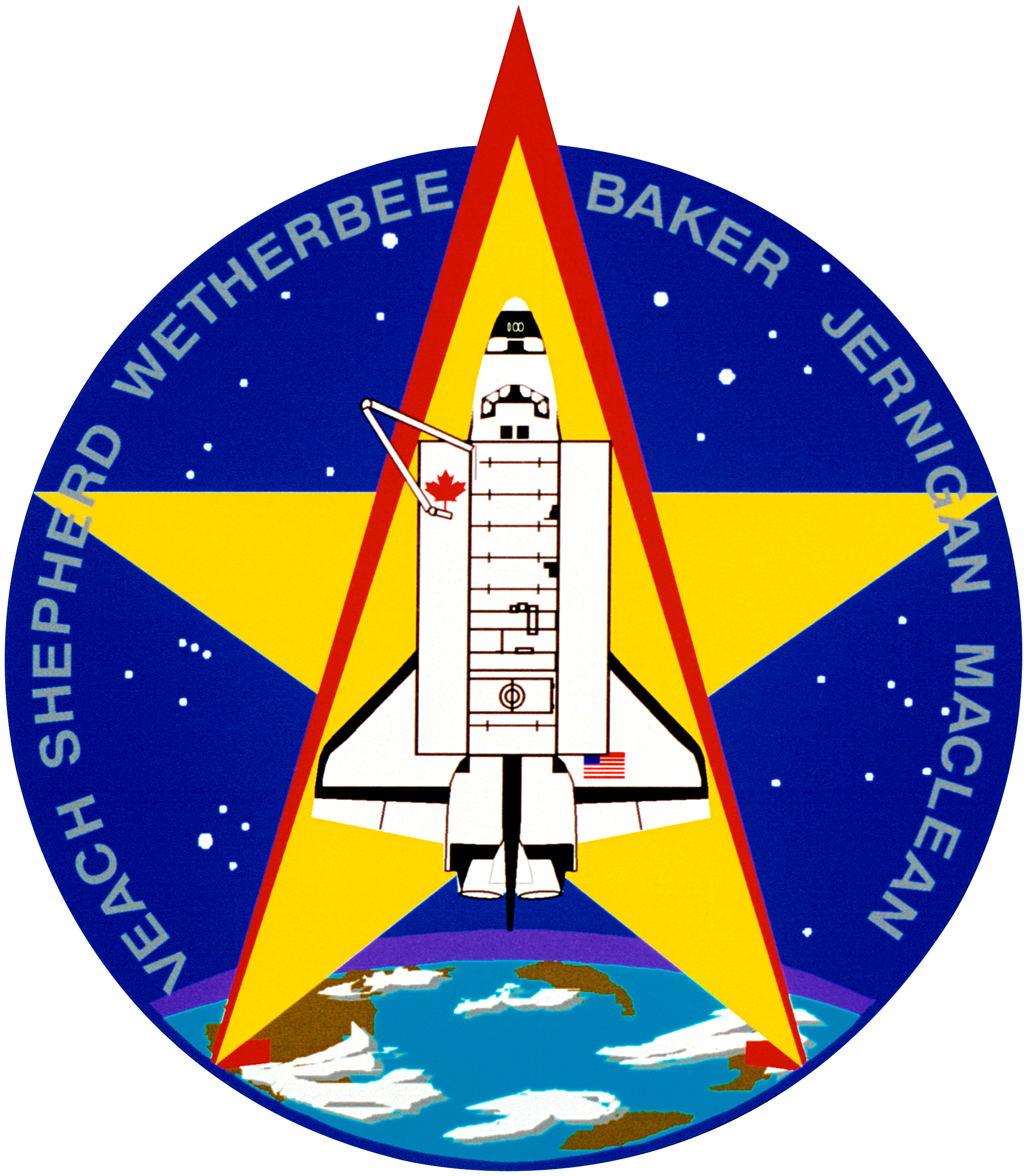
Misión STS-52
Misión STS-67
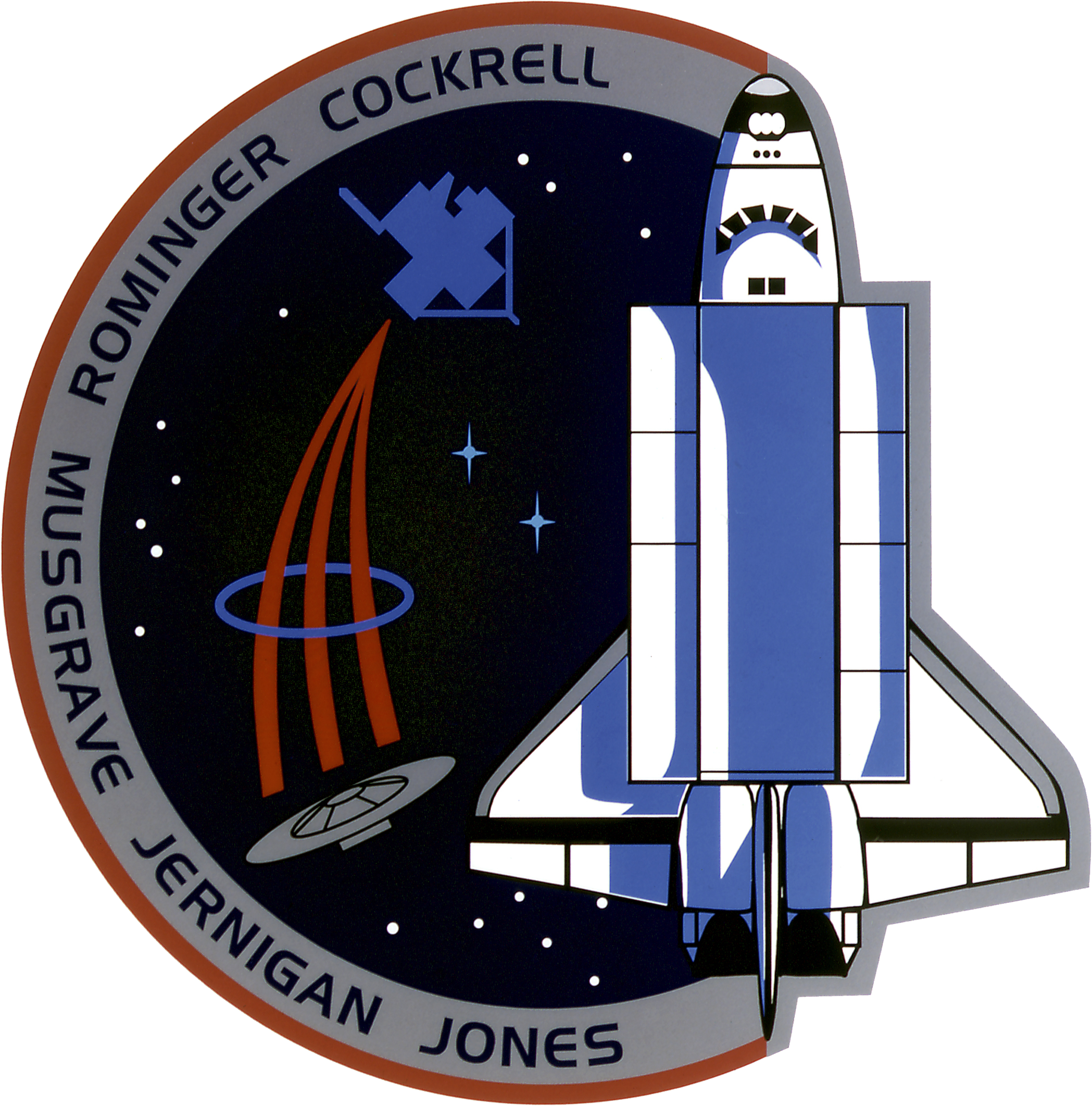
Misión STS-80
Misión STS-96